# Zentralinstitut für Kunstgeschichte
Koordinaten: 48° 8′ 40,2″ N, 11° 33′ 59,4″ O

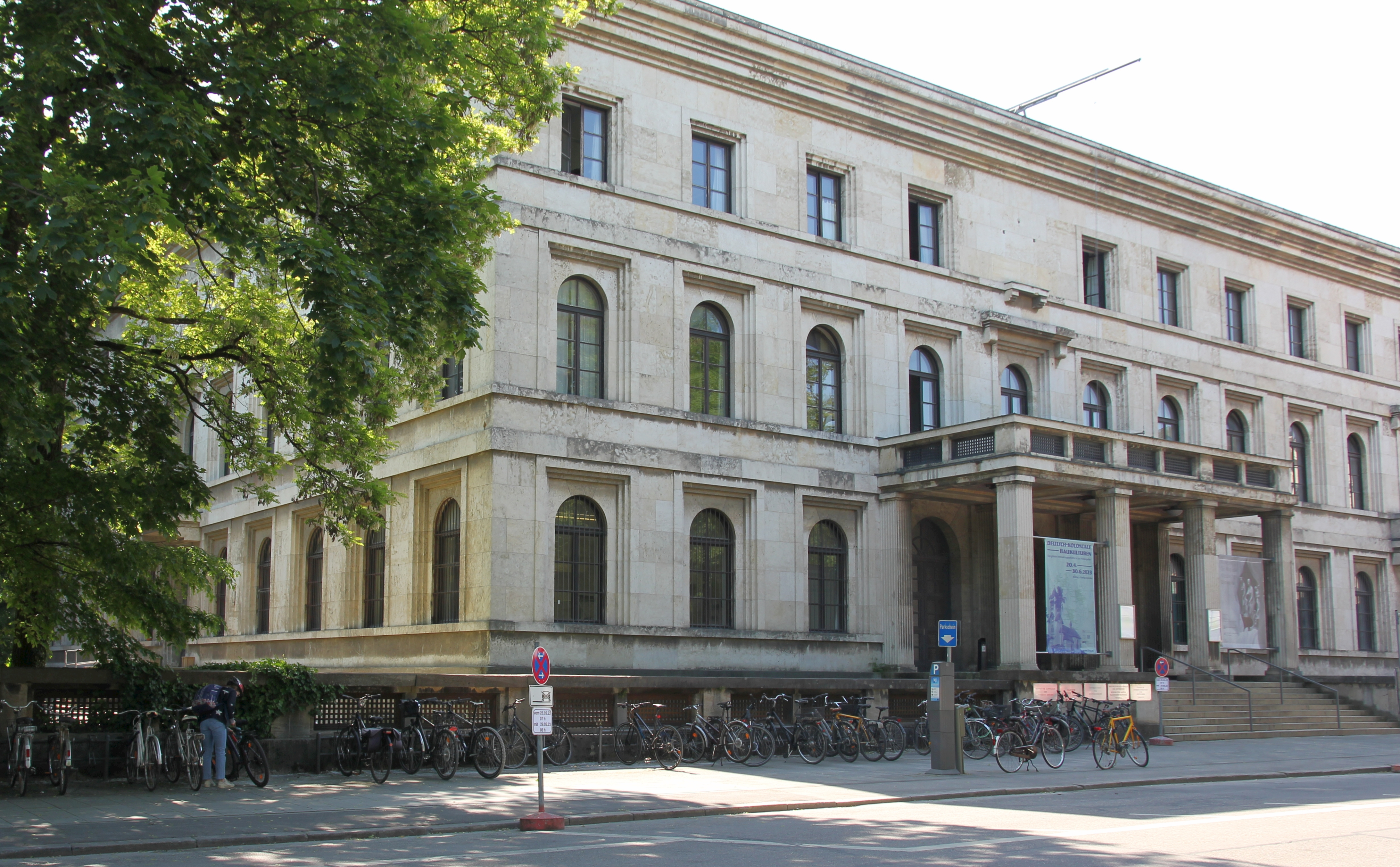
Außenansicht des Zentralinstituts für Kunstgeschichte, 2023.

Das Zentralinstitut für Kunstgeschichte (ZI) in München ist eine zentrale Forschungseinrichtung für Kunstgeschichte in Deutschland.

## Geschichte
Das Zentralinstitut für Kunstgeschichte wurde im November 1946 gegründet und nahm am 1. März 1947 seine Tätigkeit auf. Von Beginn an hat das Zentralinstitut seinen Sitz im ehemaligen NSDAP-Verwaltungsgebäude, dem heutigen Haus der Kulturinstitute im Kunstareal München. In dem Gebäude am Königsplatz wurde im Juni 1945 von der amerikanischen Militärregierung eine Sammelstelle für die Rückführung der von den Nationalsozialisten erbeuteten Kunstwerke eingerichtet, der „Central Art Collecting Point“, aus dem das Zentralinstitut („Central Art Institute“) hervorging. Sein Gründungsdirektor war der Kunsthistoriker Ludwig Heinrich Heydenreich. Ihm folgte von 1970 bis 1989 Willibald Sauerländer in der Leitung nach. Von 1991 bis 2017 war Wolf Tegethoff Direktor des Zentralinstituts. Von Juni 2015 bis Dezember 2017 teilte er sich die Direktion gemeinsam mit Ulrich Pfisterer, der seit Januar 2018 alleiniger Direktor ist.

## Tätigkeit
Das Institut versteht sich „als Ort des wissenschaftlichen Austausches und internationaler Begegnungen“ und als einziges kunsthistorisches Forschungsinstitut von überregionaler Bedeutung in Deutschland und ist zudem das einzige außeruniversitäre kunsthistorische Forschungsinstitut in der Bundesrepublik. Das Zentralinstitut veranstaltet Vorträge und Tagungen und zeigt Ausstellungen. Zu den verschiedenen Publikationen des Instituts zählen das Reallexikon zur Deutschen Kunstgeschichte (seit Januar 2015 rdklabor.de), das Monatsblatt Kunstchronik und das RIHA Journal. Von 2021 bis 2024 hatte die Redaktion der Zeitschrift für Kunstgeschichte ihren Sitz am Zentralinstitut für Kunstgeschichte; seit 2025 arbeitet der alleinige Redakteur Gerrit Walczak als freier Mitarbeiter wieder für den Deutschen Kunstverlag in Berlin.

## Bestände
Das Zentralinstitut bietet in Deutschland einmalige Möglichkeiten für die kunsthistorische Recherche: Die Bibliothek des Zentralinstituts, eine Präsenz- und Freihandbibliothek, hält ca. 705.000 Bände, 1214 laufend abonnierte Zeitschriften und mehr als 77.000 Auktionskataloge (Stand Juni 2024) und zählt damit zu den weltweit größten Kunstbibliotheken. Ihre Bestände weist die Bibliothek über einen OPAC-Verbundkatalog, den Kubikat, nach, den es zusammen mit drei kunsthistorischen deutschen Auslandsinstituten führt, dem Kunsthistorischen Institut in Florenz, der Bibliotheca Hertziana in Rom und auch dem Deutschen Forum für Kunstgeschichte in Paris. Der Kubikat weist nicht nur Einzelbände, sondern auch Aufsätze nach.

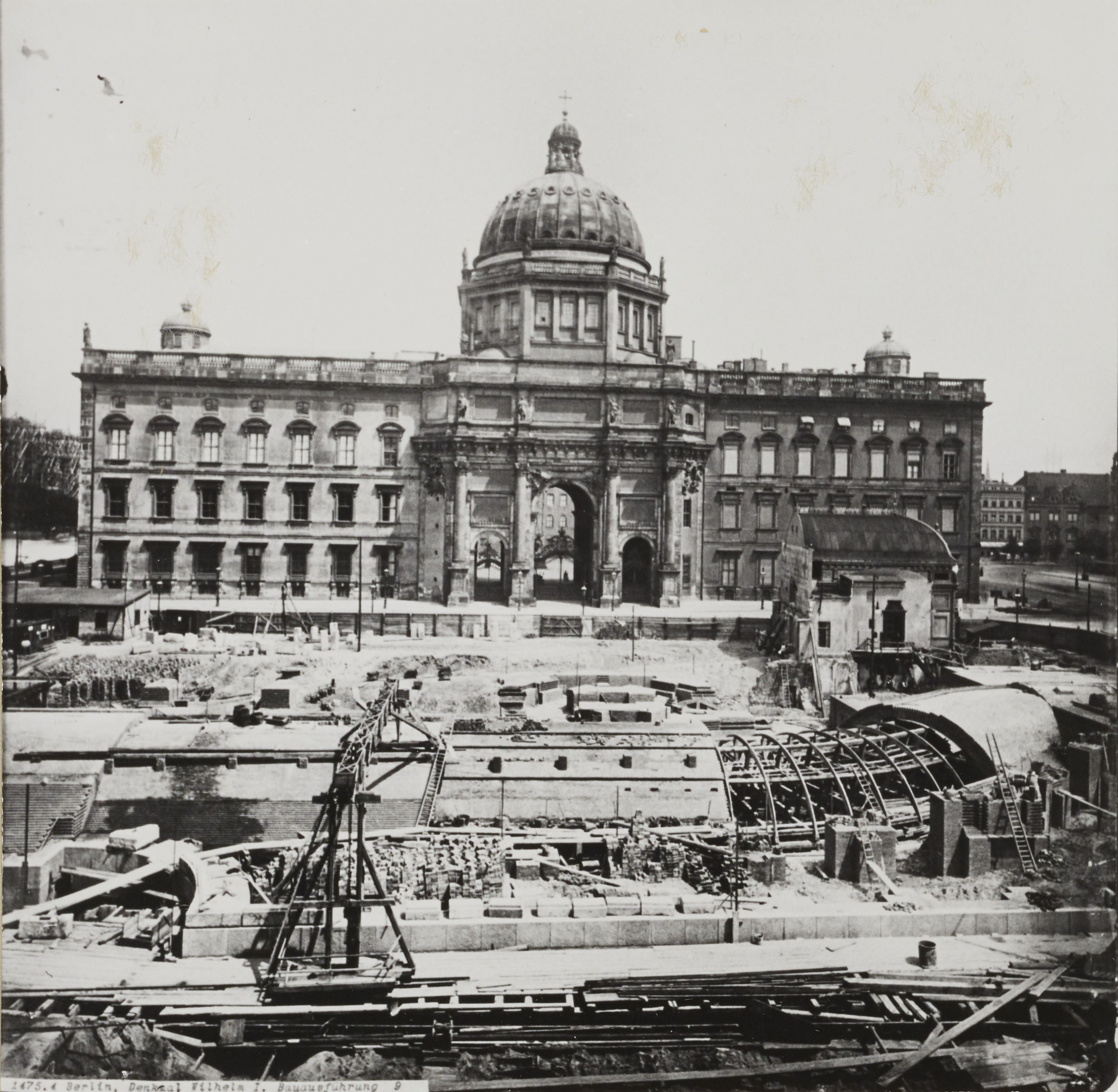
Königlich Preussische Messbild-Anstalt, Berlin-Mitte, Ehemaliges Kaiser-Wilhelm-Nationaldenkmal. Außenansicht der Bauausführungen mit der Schlossfreiheit im Hintergrund (1950 zerstört), 1895/1897, Inventarnummer ZI-0185-04-Th176429.

Die Photothek des Zentralinstituts ist eine der größten Studiensammlungen zur europäischen Kunstgeschichte vom frühen Mittelalter bis zum 21. Jahrhundert. Die für alle Besucher frei zugänglichen Bestände gliedern sich in fünf Sektionen: Topographie (Architektur und Städtebau, alphabetisch nach Ländern und Orten); Künstler (bildende Kunst, alphabetisch nach Namen); Museumstopographie (anonyme Werke in Sammlungen, alphabetisch nach Orten); Buchmalerei (nach Orten); Kunstgewerbe (nach Material und Aufbewahrungsorten). Einige Teilbestände sind als geschlossene Sondersammlungen getrennt aufgestellt, wie der Nachlass Erich Meyers zum Kunstgewerbe oder die Sammlung von Rudolf Schrey zu Kunstreproduktionen des 19. und 20. Jahrhunderts.
Die Photothek verfügt über ca. 900.000 Medieneinheiten. Enthalten ist das zwischen 1961 und 1975 mit Fördermitteln der Fritz Thyssen Stiftung aufgebaute „Bildarchiv der deutschen Kunst“ mit 275.000 Fotografien. Neben ca. 770.000 Schwarzweißabzügen, darunter viele historisch wertvolle Aufnahmen aus der zweiten Hälfte des 19. Jahrhunderts, besitzt die Photothek eine große Anzahl von Farbdiapositiven und Negativen, die weitgehend auch in digitaler Form vorliegen. Darunter finden sich auch das online zugängliche Farbdiaarchiv zur Wand- und Deckenmalerei und Mikrofiche-Sammlungen. Das Farbdiaarchiv zur Wand- und Deckenmalerei ist seit November 2005 auch in das Prometheus-Bildarchiv integriert. Zahlreiche Kunstwerke, die im nationalsozialistischen Deutschland auf den Großen Deutschen Kunstausstellungen gezeigt worden waren, wurden nach 1945 nicht mehr gezeigt und auch nicht abgebildet. Das Zentralinstitut macht sie seit Oktober 2011 mit GDK Research online wieder zugänglich, um eine gesellschaftliche und kunstgeschichtliche Debatte zu ermöglichen.
Daneben liegt ein weiterer Schwerpunkt der Abteilung Photothek/Sammlung auf Quellenmaterial zum Kunsthandel, das von speziellem Interesse für die Provenienz- und Kunstmarktforschung ist, darunter als Depositum die annotierten Kataloge des Münchener Kunstversteigerungshauses Adolf Weinmüller aus den Jahren 1938 bis 1968 (ca. 12 lfd. Meter), das Karteiensystem der Münchener Kunsthandlung Julius Böhler aus den Jahren 1903 bis 1993 (knapp 8000 Fotomappen, knapp 30.000 Objektkarteikarten, Kundenkartei von knapp 4000 Kunden) sowie die annotierten Kataloge des Münchener Kunstversteigerungshauses Hugo Helbing aus den Jahren 1898 bis 1937 (über 500 Kataloge). 2016 wurde dem ZI außerdem das Bildarchiv Bruckmann übergeben und steht nun der Erforschung zur Verfügung. Der Bestand umfasst ca. 150.000 Fotografien (Positive und Negative) des 1858 gegründeten Münchner Bruckmann Verlags, einer der größten Verlags- und Druckanstalten auf dem Gebiet der Kunstpublizistik in der zweiten Hälfte des 19. Jahrhunderts in Deutschland. Seit 2022 wird die Sammlung am ZI von Franziska Lampe wissenschaftlich aufgearbeitet.
Federführend war das Zentralinstitut auch beim Stern Cooperation Project.